# Венцеслав Ріхтер (архітектор)

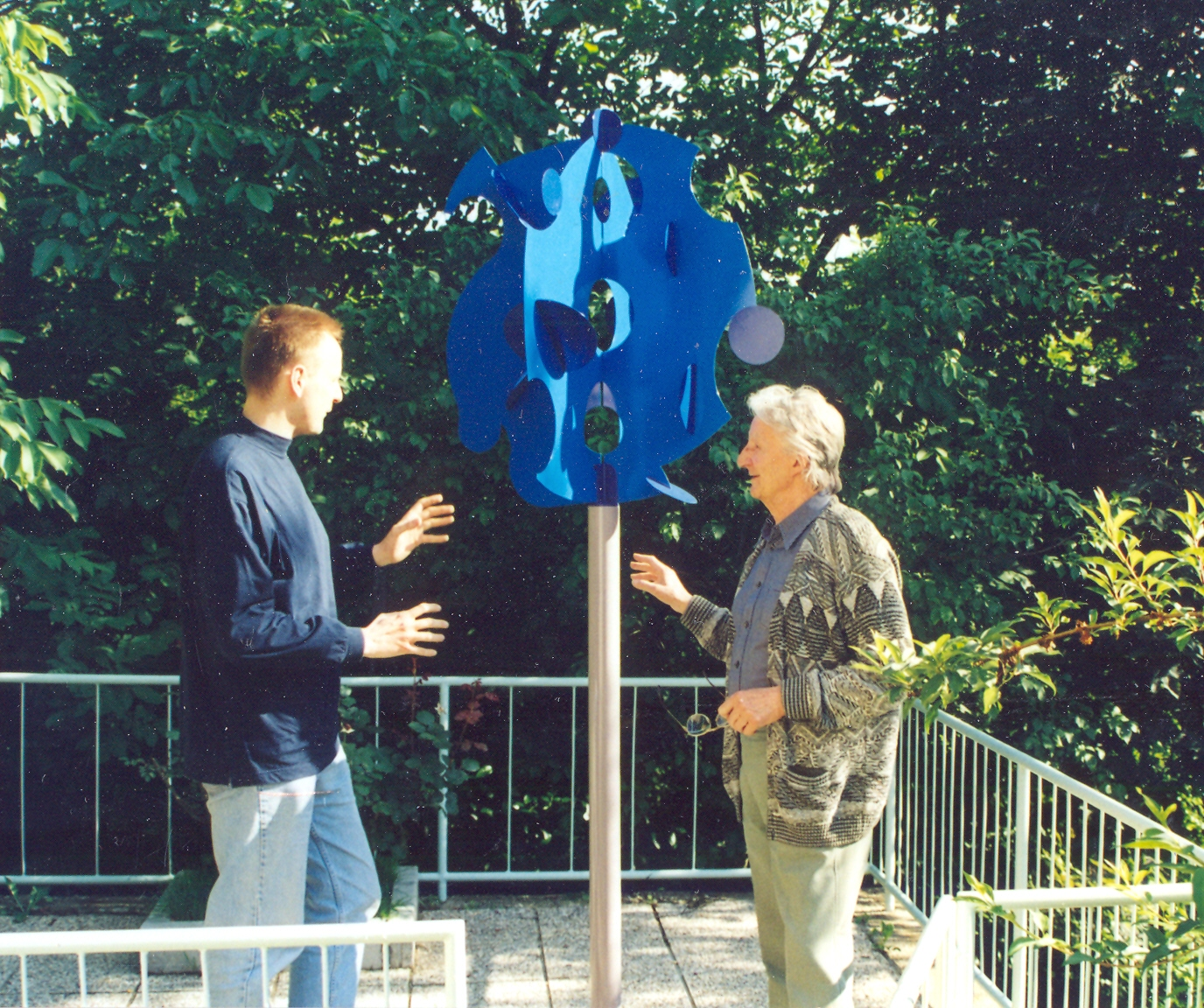
Ріхтер (праворуч) і арт-критик Анте Вранкович на терасі будинку Ріхтера в Загребі, 2000 рік

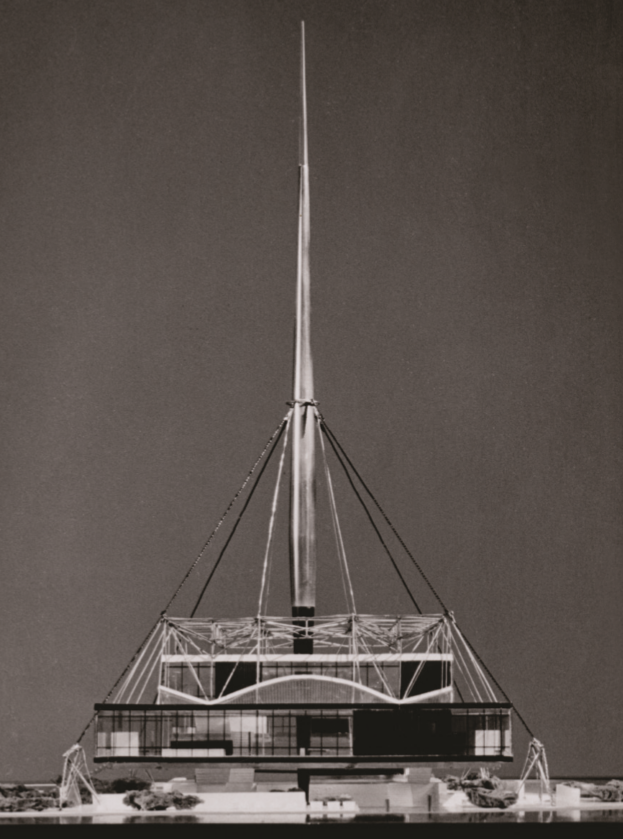
Оригінальний проєкт Ріхтера югославського павільйону для Всесвітньої виставки 1958 року в Брюсселі.

Венцеслав Ріхтер (хорв. Vjenceslav Richter; 8 квітня 1917, Доня Дренова — 2 грудня 2002, Загреб) — хорватський архітектор. Відомий також своїми роботами в галузях урбанізму, скульптури, графіки, живопису та сценічного дизайну.

## Кар'єра
У 1949 році Венцеслав Ріхтер закінчив архітектурний факультет технічного факультету Загребського університету під керівництвом професора Зденко Стрижича.
Він був одним із засновників арт-групи Exat 51, активними членами якої в період з 1950 по 1956 рік були такі архітектори, як: Бернардо Бернарді, Здравко Бреговац, Божидар Рашица і Володимир Захарович, а також художники Владо Крістл, Іван Піцель і Александр Срнець. З 1961 року Ріхтер також був членом художнього руху «Нові тенденції». Він проєктував виставкові павільйони (для Всесвітньої виставки в 1958 році в Брюсселі, Турина і Мілана), кілька музейних будівель, займався промисловим та інтер'єрним дизайном. З 1962 року архітектор почав досліджувати мистецтво скульптури, що призвело до створення серії робіт під назвою «Reliefmeter».
У 1955 році Венцеслав Ріхтер брав участь в організації першого Загребського трієнале — фестивалю мистецтва і дизайну, який прагнув об'єднати широкий спектр дизайнерських дисциплін, включаючи прикладне мистецтво, промисловий дизайн та образотворче мистецтво. Друге трієнале було проведене лише через чотири роки й також було невдалим в досягненні своєї мети із популяризації модерністського дизайну.
Ріхтер брав активну участь у багатьох виставках в Хорватії та за кордоном, в тому числі: в Музеї мистецтв і ремесел в Загребі (1964), Художній галереї Олбрайт-Нокс у Буффало (1968), Музеї сучасного мистецтва в Загребі (1968), Галереї Стемпфлі в Нью-Йорку (1968), Галереї Семіха Убера в Цюріху (1969), на Венеціанській бієнале (1972), Галереї 58 в Рапперсвіллі (1972), Галереї Дель Навільо в Мілані (1973), Галереї аль Чентро в Неаполі (1973), Галереї Вісконті в Мілані (1976) і Галереї Ла Лоджа в Удині (1977).

## Відзнаки
Венцеслав Ріхтер був удостоєний безлічі нагород, в тому числі премії міста Загреб (1959), золотої медалі на 13 триєнале в Мілані (1964), премії за скульптуру на 11 бієнале Сан-Паулу (1971) і премії Гердера (1981). Він також отримав дві нагороди за значні життєві досягнення: премію Віктора Ковачича (1988) і премію Владимира Назора (1993). Ретроспективна виставка його графіки «Геометрія і спонтанність» була організована в кабінеті графіки Хорватської академії наук і мистецтв в Загребі у 2002 році.

## Колекція Ріхтера
Колекція Венцеслава Ріхтера і Нади Кареш-Ріхтер розміщена на віллі у Врховці, нею опікується Музей сучасного мистецтва в Загребі.